# كأس النمسا 2010–11
كأس النمسا 2010–11 (بالألمانية: Österreichischer Fußball-Cup 2010/11)‏ هو الموسم 76 من كأس النمسا. أقيم خلال الفترة 23 يوليو 2010 وحتى 29 مايو 2011، وأشرف على تنظيمه اتحاد النمسا لكرة القدم، وكان عدد الأندية المشاركة فيه 97، وفاز فيه نادي رييد.